# لوسادزور (آسکران)
لوسادزور (ارمنی: Լուսաձոր؛ ترکی آذربایجانی: Mehdibəyli) یک منطقهٔ مسکونی در جمهوری آرتساخ است که در استان آسکران واقع شده‌است. لوسادزور ۱۷۷ نفر جمعیت دارد و ۸۲۳ متر بالاتر از سطح دریا واقع شده‌است.